# Momjan
Momjan (italijansko Momiano) je naselje na Hrvaškem, ki upravno spada pod mesto Buje; le-ta pa spada pod Istrsko županijo.
Naselje leži v bližini hrvaško-slovenske državne meje, po cesti oddaleno okoli 5 km, severovzhodno od Buj ob potku Poganja na nadmorski višini 289 m. V 15. stoletju se v starih listinah omenja župnijska cerkev sv. Martina z 22 m visokim zvonikom. Jugovzhodno okoli 1,5 km od naselje na 326 m visokem griču stoji cerkev sv. Maura z lepim razgledom na jug preko Istre na Učko, proti severu pa na Piranski zaliv.

## Demografija
| Pregled števila prebivalcev po letih | Pregled števila prebivalcev po letih | Pregled števila prebivalcev po letih | Pregled števila prebivalcev po letih | Pregled števila prebivalcev po letih | Pregled števila prebivalcev po letih | Pregled števila prebivalcev po letih | Pregled števila prebivalcev po letih | Pregled števila prebivalcev po letih | Pregled števila prebivalcev po letih | Pregled števila prebivalcev po letih | Pregled števila prebivalcev po letih | Pregled števila prebivalcev po letih | Pregled števila prebivalcev po letih | Pregled števila prebivalcev po letih |
| ------------------------------------ | ------------------------------------ | ------------------------------------ | ------------------------------------ | ------------------------------------ | ------------------------------------ | ------------------------------------ | ------------------------------------ | ------------------------------------ | ------------------------------------ | ------------------------------------ | ------------------------------------ | ------------------------------------ | ------------------------------------ | ------------------------------------ |
| 1857                                 | 1869                                 | 1880                                 | 1890                                 | 1900                                 | 1910                                 | 1921                                 | 1931                                 | 1948                                 | 1953                                 | 1961                                 | 1971                                 | 1981                                 | 1991                                 | 2001                                 |
| 801                                  | 848                                  | 954                                  | 995                                  | 1060                                 | 1065                                 | 1075                                 | 1041                                 | 709                                  | 431                                  | 386                                  | 268                                  | 255                                  | 284                                  | 289                                  |